# Pettyes amarant
A pettyes amarant vagy szalagos amarant (Lagonosticta rufopicta) a madarak osztályának a verébalakúak (Passeriformes) rendjébe, ezen belül a díszpintyfélék (Estrildidae) családjába tartozó faj.

## Rendszerezése
A fajt Louis Fraser brit ornitológus írta le 1843-ban, az Estrilda nembe Estrilda rufopicta  néven.

## Alfajai
- Lagonosticta rufopicta lateritia Heuglin, 1864
- Lagonosticta rufopicta rufopicta (Fraser, 1843)[2]

## Előfordulása
Afrika középső részén, Benin, Bissau-Guinea, Burkina Faso, Kamerun, a Közép-afrikai Köztársaság, Csád, Dél-Szudán, a Kongói Demokratikus Köztársaság, Elefántcsontpart, Etiópia, Gambia, Ghána, Guinea, Kenya, Libéria, Mali, Niger, Nigéria, Ruanda, Szenegál, Sierra Leone, Szudán, Tanzánia, Togo és Uganda területén honos.
A természetes élőhelye szubtrópusi és trópusi síkvidéki esőerdők, legelők, szavannák és cserjések, valamint vidéki kertek és városias környezet. Állandó, nem vonuló faj.

## Megjelenése
Testhossza 10 centiméter, testtömege 8,2-11,2 gramm. A hímnél a homlok, a kantár és a fej oldalai rózsaszínűek. A fejtető és a nyak szürkésbarna. A hát és a szárnyak barnák, az alsó farkfedők sárgásbarnák, a farktollak feketék. Az áll, a torok és a mell rózsaszínű, a has rózsás- vagy szürkésbarna. A hasi része, fehéren pettyezett. A szem szürkétől barnáig változó. A csőr piros, teteje fekete, az alsó káva töve fehér. A láb barna. A tojó a hímhez hasonló, de rózsaszínű tollai kissé halványabb árnyalatúak.

## Életmódja
Fűmagvakkal táplálkozik.